# Kratki odmicač palca
Kratki odmicač palca (lat. musculus abductor pollicis brevis) mišić je palčane uzvisine.
Mišić inervira lat. nervus medianus.

## Polazište i hvatište
Mišić polazi s čunaste kosti i s lat. retinaculum flexorum, a hvata se za proksimalni članak palca.